# 輸城站
輸城站（韓語：수성역）是朝鮮民主主義人民共和國咸镜北道清津市松坪區域輸城洞的一個鐵路車站，属于咸北线和康德線。

## 邻近车站
咸北线
青岩站 - 輸城站 - 石幕站
康德線
芹洞站 - 輸城站